# Jeremi Sikorski
Jeremi Sikorski (ur. 20 kwietnia 1999 w Warszawie) – polski piosenkarz, muzyk i aktor.

## Kariera muzyczna
W 2006 zadebiutował jako artysta Teatru Muzycznego „Roma”, grając w spektaklach: Akademia pana Kleksa (2006–2007) i Aladyn JR (2011).
W 2013 podpisał kontrakt wydawniczy z wytwórnią muzyczną My Music. 23 kwietnia 2014 wydał pierwszy singiel „Bez niej nie byłoby nas”, do którego zrealizował wideoklip w reżyserii Rymwida Błaszczaka. 31 marca 2015 wydał debiutancki album studyjny pt. Otwórz się na świat, który dotarł do 46. miejsca polskiej listy przebojów. Drugim singlem z płyty była piosenka „Chodź”, do której również zrealizował teledysk. Singiel ten uzyskał status złotej płyty. W czerwcu 2015 wystąpił z piosenką „Prześliczna wiolonczelistka” w koncercie Ktoś mnie pokochał! – Urodzinowe Debiuty ze Skaldami podczas 52. Krajowego Festiwalu Piosenki Polskiej w Opolu.
25 listopada 2016 wydał album pt. Odetchnij, który nagrał w duecie z bratem, Arturem.  5 października 2018 zaprezentował trzeci album studyjny pt. Soon, z którym dotarł do 11. miejsca na listach sprzedaży.
W 2019 nawiązał współpracę z agencją Avant Management & Records oraz uczestniczył w dwunastej edycji programu Twoja twarz brzmi znajomo. Ponadto zaczął pisać dla innych artystów, jest m.in. współautorem singla „Szukam nas” Marty Gałuszewskiej oraz współtworzył teksty i linie melodyczne na album MaRiny pt. Warstwy.
W 2021 usunął swoją dotychczasową twórczość ze wszystkich serwisów cyfrowych oraz wydał singiel „Pozwól mi”. W marcu 2022 wraz z tekściarzem Kevinem Mglejem powołał wytwórnię muzyczną Unity Records, której został prezesem. Rozpoczął także współpracę m.in. z Eweliną Lisowską nad utworami do jej piątego albumu. 27 maja wydał singiel „Kamikadze”.

## Życie prywatne
Syn skrzypka Michała Sikorskiego.

## Dyskografia
| Tytuł                           | Dane dot. albumu                                | Pozycja na liście |
| Tytuł                           | Dane dot. albumu                                | POL               |
| ------------------------------- | ----------------------------------------------- | ----------------- |
| Otwórz się na świat             | - Data: 31 marca 2015 - Wydawca: My Music       | 46                |
| Odetchnij (oraz Artur Sikorski) | - Data: 25 listopada 2016 - Wydawca: My Music   | 13                |
| Soon                            | - Data: 5 października 2018 - Wydawca: My Music | 11                |

## Teledyski
| Tytuł                                                                     | Rok  | Reżyseria                       | Album               | Źródło |
| ------------------------------------------------------------------------- | ---- | ------------------------------- | ------------------- | ------ |
| „Bez niej nie byłoby nas”                                                 | 2014 | Rymwid Błaszczak                | Otwórz się na świat | [ 5 ]  |
| „Chodź”                                                                   | 2015 | Rymwid Błaszczak                | Otwórz się na świat | [ 8 ]  |
| „Uwierz w nas”                                                            | 2016 | Dominik Grabowski, Michał Juhas | Odetchnij           | [ 16 ] |
| „Nie uciekam”                                                             | 2016 | Karol Skierski                  | Odetchnij           | [ 17 ] |
| „Spełniaj marzenia” (oraz Artur Sikorski, Sylwia Przybysz i Sylwia Lipka) | 2016 | Smoła Studio                    | –                   | [ 18 ] |

## Teatr
| Rok       | Tytuł                | Uwagi                 | Źródło |
| --------- | -------------------- | --------------------- | ------ |
| 2006–2007 | Akademia pana Kleksa | Teatr Muzyczny „Roma” | [ 2 ]  |
| 2011      | Aladyn JR            | Teatr Muzyczny „Roma” | [ 2 ]  |